# Эйтон, Нора
Нора Эйтон (англ. Norah Aiton, 13 июня 1903, Лондон — 22 августа 1988, Джерси) — британский архитектор, одна из первых сторонников стиля модерн. Примерно в 1930 году она и её партнер Бетти Скотт основали архитектурную мастерскую Aiton & Scott. Их самая известная работа — офисное здание для компании по производству труб Aiton & Company в Дерби. Это было замечательно как яркий ранний пример модернистской промышленной архитектуры, так и как здание, спроектированное двумя женщинами из небольшого числа женщин, работавших в то время в архитектуре.

## Семья и образование
Она родилась 13 июня 1903 года в Лондоне, дочь Адрианы Вильгельмины, урождённой Стооп, гражданки Нидерландов до замужества, и Джона Артура Эйтона, позже сэра Артура Эйтона, инженера, который основал компанию по производству стальных труб и стал видным гражданином Дерби, где он основал свой бизнес. Эйтон родилась в Лондоне в 1903 году, согласно одному источнику 13 июня; она переехала в Дерби молодой девушкой со своими двумя братьями, сёстрами и родителями. Она поступила в Гёртон-колледж и сдала 1 часть Кембриджского математического трипоса в 1923 году, но не закончила курс после получения стипендии Королевского института британских архитекторов (RIBA) для обучения в относительно новой Кембриджской школе архитектуры с 1924 по 1926 год. Она поступила в Школу Архитектурной Ассоциации (АА), проучилась там до 1929 года и получила диплом RIBA. Там она познакомилась с Бетти Скотт, своим будущим деловым партнёром. Учебная программа АА ещё не включала модернизм, но Эйтон была знакома с континентальным модернистским дизайном, совершив несколько поездок в Нидерланды, включая летнюю работу в офисе PJH Kuypers. В 1933 году она вышла замуж за Николааса Толленаара, страхового брокера компании Sedgwick, Collins & Co, голландца, который стал гражданином Великобритании в 1934 году. Она продолжала по работе называться Нора Эйтон, но также использовала имя Нора Толленаар.

## Карьера
Эйтон рассказала в газетном интервью о своём энтузиазме по поводу «ультрасовременного дизайна из стали и стекла»; и она восхищалась голландской школой дизайна под названием De Stijl, частично вдохновлённой искусством Пита Мондриана. После проектирования дома для родителей Бетти Скотт в Стоук-Поджес партнёрству была предоставлена возможность создать офисы для производственной площадки отца Эйтон в Дерби. В отличие от более склонявшейся к эклектике Скотт, Эйтон была искренним энтузиастом новаторского модернизма.

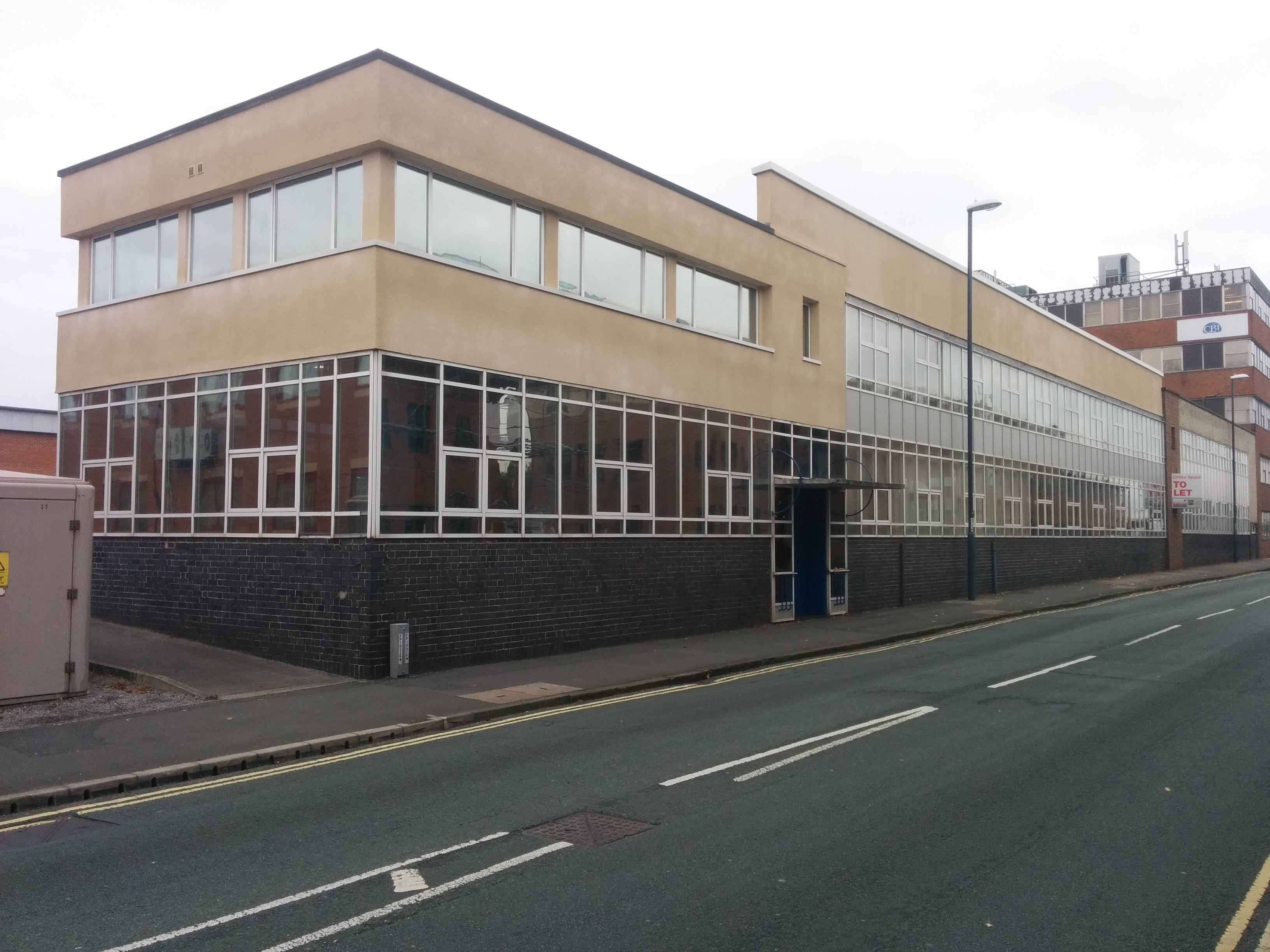
Компания Aiton and Co сейчас закрыта, но здание в Дерби внесено в список памятников архитектуры II категории

Отец Эйтон дал архитекторам полную свободу действий, чтобы они придумали передовой инновационный дизайн, который отражал бы и продвигал передовые технологии, лежащие в основе продукции завода, включая трубопроводы для военных кораблей и электростанций. Это было особенно заметно в использовании металлических труб, повторяющих трубы Aiton & Co. с высокими техническими характеристиками: они использовались во внутренних балюстрадах и в других местах. Доминирующие сталь и стекло были использованы с цветом в схеме «De Stijl», сочетающей красные полы и нефритово-зелёные внутренние стены с синим кирпичом, серыми оконными рамами и лепниной, а также белым цементом.
Historic England называет это «прекрасным, а также очень ранним примером архитектуры модерна или интернационального стиля» и «одним из первых промышленных зданий, спроектированных партнёрством женщин-архитекторов». The Architects Journal описал его как «ранний образец высокотехнологичного дизайна». Это памятник архитектуры II степени.
Партнёрство Aiton & Scott базировалось в Лондоне и располагалось на Слоан-стрит. Другие их проекты включали типографию, частный зоопарк в Чизлхерсте с клетками для обезьян и аквариумами, церковь, крематорий и различные частные дома. Их работы были представлены в прессе, книгах, торговых журналах, на выставке RIBA и за её пределами, и всё же они не были включены в основные истории модернистского дизайна. Историк архитектуры Линн Уокер и другие предполагают, что это связано с тем, что история модернистской архитектуры в Великобритании была написана с мужской точки зрения. В возрасте от двадцати до тридцати Эйтон в прессе называли «девушкой-архитектором» и спрашивали, подходят ли женщины лучше всего для проектирования жилых домов. Говорили, что она работает «в новой сфере женской деятельности». В 1935 году, когда АА провело выставку женских архитектурных проектов, в Лондоне было около 40 женщин-архитекторов.

## Последующие годы
Хотя карьера Эйтон не продолжилась после начала Второй мировой войны, её интерес к искусству и дизайну сохранился. Она была членом Общества современного искусства и владела коллекцией декоративно-прикладного искусства. У неё на всю жизнь сохранился портрет семьи Кесслер, её двоюродных братьев, работы Рауля Дюфи.
Она умерла 22 августа 1988 года во время отпуска в Джерси и оставила почти миллион фунтов стерлингов.

## Родственники
Дядя Эйтон был голландским исследователем нефти Адрианом Стоопом, и она была родственницей Дольфа Кесслера, который в 1929 году заказал дом архитектору-новатору Хендрику Воуда.